# Малоалександровка (Павлоградский район)
Малоалександровка (укр. Малоолександрівка) — село, Приволчанский сельский совет, Павлоградский район, Днепропетровская область, Украина.
Код КОАТУУ — 1223587202. Население по переписи 2001 года составляло 597 человек.

## Географическое положение
Село Малоалександровка находится на левом берегу реки Волчья, выше по течению на расстоянии в 2 км расположено село Приволчанское, примыкает ниже по течению и
на противоположном берегу — город Павлоград. По селу протекает пересыхающий ручей, вдоль которого село вытянуто на 3,5 км.
По селу проходит автомобильная дорога Т-0408.

## Экономика
- Насосная станция водоснабжения.

## Объекты социальной сферы
- Клуб.
- Фельдшерский пункт.